# Quecholac
Quecholac är en ort i Mexiko.   Den ligger i kommunen Quecholac och delstaten Puebla, i den sydöstra delen av landet, 160 km öster om huvudstaden Mexico City. Quecholac ligger 2 169 meter över havet och antalet invånare är 8 711.
Terrängen runt Quecholac är kuperad åt sydost, men åt nordväst är den platt. Runt Quecholac är det tätbefolkat, med 476 invånare per kvadratkilometer. Närmaste större samhälle är Tecamachalco, 11,0 km sydväst om Quecholac. Trakten runt Quecholac består till största delen av jordbruksmark.